# 利耶帕亞區
利耶帕亞區是拉脫維亞西南部的一個已废置的區份，臨波羅的海。面積3,593平方公里。人口46,609人。区府利耶帕亞（为独立的共和国城市，不在本区范围内）。下分5市26村。
拉脫維亞於2009年撤销了所有的区份，并改制为市镇。